# حسين المؤيد
الشيخ حسين عبد القادر المؤيد، (1965-) هو عالم دين عراقي من الإصلاحيين تحول من المذهب الشيعي إلى المذهب السني (مذهب أهل السنة والجماعة) منذ عام 2005.

## عن حياته
ولد في منطقة الكاظمية في بغداد عام 1384 هـ/ 1965م، ثم تلقى تعليمه الأولي في مدارس بغداد، وبعدها هاجر من العراق إلى إيران سنة 1982م، وذلك بعد أن قضى عدة شهور مقيماَ في مدينة دمشق حيث كان يتردد فيها على السيد (جمال الدين الخوئي) ، ثم سافر إلى إيران لتلقي العلوم الدينية فيها. ثم عاد إلى العراق بعد احتلال بغداد من قبل قوات الاحتلال بقيادة الولايات المتحدة وإسقاط النظام القائم فيها عام 2003 وسرعان ما غادر العراق إلى الأردن بعد أن كشفت وثائق من المخابرات العراقية تبين تعاونه معها عندما كان مقيما في إيران.

## عائلته
وقد أورد جعفر الخليلي في موسوعة العتبات المقدسة قسم الكاظمين أسرة المؤيد في تعداده لأسر وعوائل منطقة الكاظمية المعروفة، فوالده هو الدكتور المعروف عبد القادر المؤيد ووالدته ابنة السيد محمد هادي الصدر من مشاهير أهالي الكاظمية والقاضي الشرعي وهو حفيد الإمام السيد حسن الصدر الذي هو من مشاهير الشيعة ومحققيهم في القرن الرابع عشر الهجري. 

## مواقفه
ولقد عرف عن المؤيد بموقفه المعارض بقوة لقوات الاحتلال والقوى التي جاءت معه وليس سرا فهو من المؤيدين للمقاومة السياسية والعسكرية للاحتلال. ، وتعتبر مواقفه معادية للمواقف السياسية الإيرانية في العراق. وهو يقيم حالياً في مدينة عمان وله نشاط سياسي وإعلامي واسع. ولقد بدأ يفتي إلى سائليه من أهل السنّة، مؤكداً أنه أول مرجع يقوم بذلك، وأنه يفتي لهم وفق المذاهب الإسلامية وله مدرسة فقهية فريدة حيث أنه يلتزم الرأي الفقهي الذي يراه أقرب إلى الواقع والحقيقة من أي إتجاه فقهي سواء كان من المذاهب السنية أو الشيعة الإمامية أو الزيدية أو الأباضية متجاوزا بذلك الحواجز المذهبية التي تضيق الخناق على البحث العلمي حسين المؤيد مرجِع شيعي سابق معروف ومن عائلة عراقية معروفه
.

## من مؤلفاته
- دراسات في العروة الوثقى.
- مسائل من الفقه الاستدلالي.
- علم الدراية.
- مباني القضاء والشهادات.
- بحوث استدلالية في فقه الأحوال الشخصية.
- معالم الحضارة الإسلامية.